# Route nationale 511
Pour les articles homonymes, voir Route 511.
La route nationale 511 ou RN 511 était une route nationale française reliant Grésy-sur-Aix à Saint-Pierre-d'Albigny dans le département de la Savoie et la région Rhône-Alpes. Elle ne dessert que la commune de Cusy dans le département voisin de la Haute-Savoie et traverse de part en part, du nord-ouest au sud-est le massif des Bauges.
À la suite de la réforme de 1972, elle a été déclassée en RD 911.

## Ancien tracé de Grésy-sur-Aix à Saint-Pierre-d'Albigny (D 911)

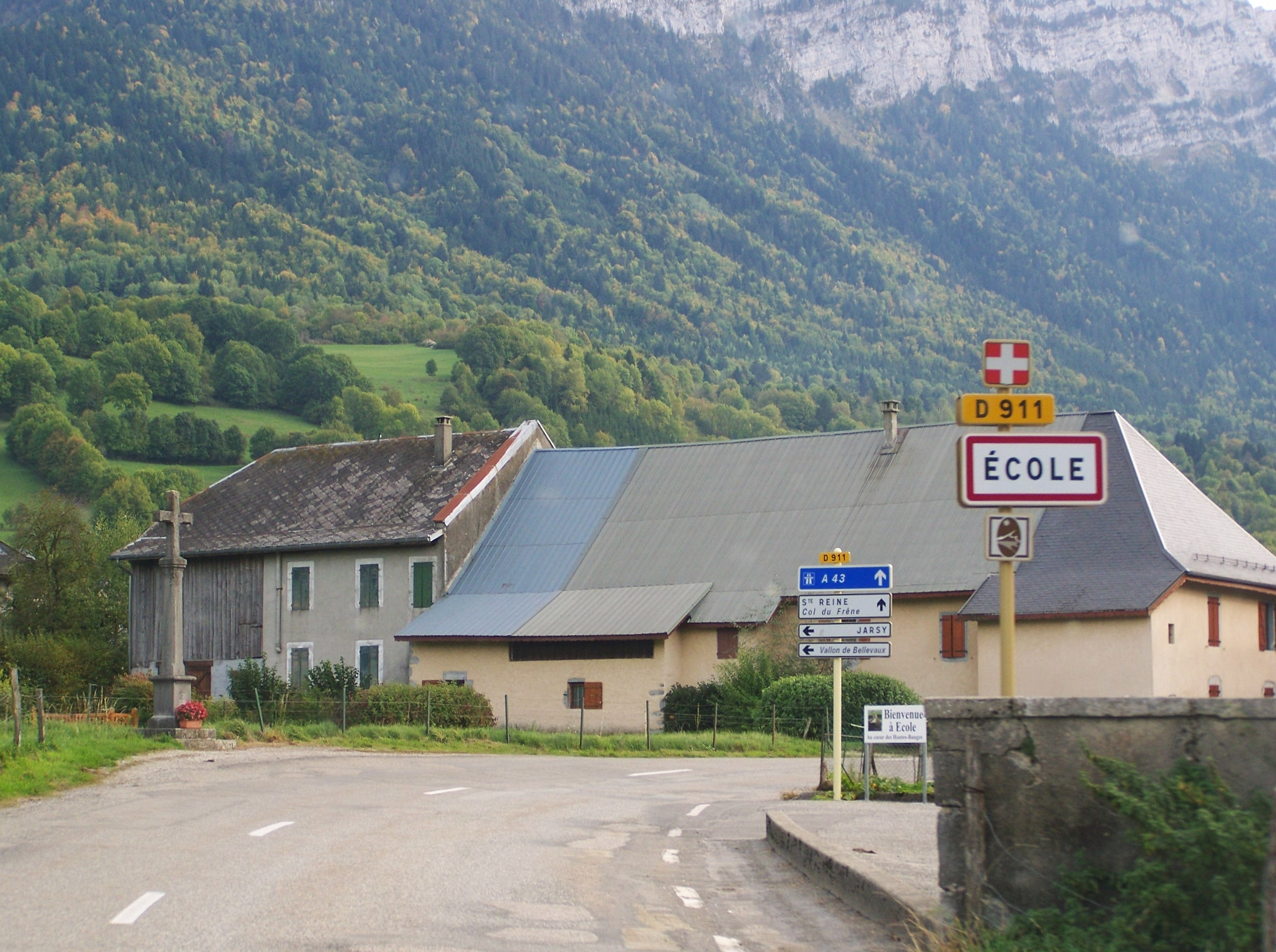
La RD 911 à École dans les Bauges.

- Grésy-sur-Aix
- Cusy
- Le Châtelard
- École
- Sainte-Reine
- Col du Frêne
- Saint-Pierre-d'Albigny